# Your Shape
Your Shape est un jeu vidéo développé par Ubisoft Barcelona et édité par Ubisoft sur Wii et Windows.
Il est sorti le 3 décembre 2009 en version boîte avec une caméra comme accessoire.

## Système de jeu
Your Shape est un jeu de fitness où le joueur a pour objectif de réaliser correctement des exercices physiques. Il peut choisir quels muscles il doit travailler et où il doit s'entraîner. Pour cela, plusieurs exercices sont mis à disposition au joueur. Les exercices sont variés et programmés pour des catégories de personnes différentes (jeunes mamans, surpoids).
On peut également définir des objectifs à remplir. Le jeu nous présente différents types d'exercices comme le yoga, des activités physiques et même des défis.

### Caméra
Le jeu est vendu avec une caméra ayant de nombreuses capacités. Cette dernière propose au joueur de réaliser des exercices tout en étant filmé, ce qui lui permet de se voir à l'écran. La caméra scanne les mouvements produits et les analyse pour voir si le joueur pratique correctement les exercices de fitness proposés. L'accessoire permet aussi d'observer l'intensité des mouvements réalisés et les muscles utilisés lors de divers enchaînements.

## Critiques
Le jeu a reçu des critiques plutôt moyennes malgré une diversité des exercices et la vente du jeu avec une caméra permettant de scanner les mouvements.